# (15004) Vallerani
(15004) Vallerani est un astéroïde de la ceinture principale.

## Description
(15004) Vallerani est un astéroïde de la ceinture principale. Il fut découvert le 7 décembre 1997 à Cima Ekar par Maura Tombelli et Giuseppe Forti. Il présente une orbite caractérisée par un demi-grand axe de 2,97 UA, une excentricité de 0,11 et une inclinaison de 11,5° par rapport à l'écliptique.